# La Pietrecita
La Conspiración de La Pietrecita fue un movimiento independentista venezolano que estalló en la ciudad de Mérida el 22 de diciembre de 1817.

## Etimología
Su nombre se debe tanto a su corta duración como al pequeño número conjurados comprometidos en el mismo.

## Contexto
Para el momento en que se produjo dicho alzamiento, gran parte del territorio venezolano se encontraba bajo el dominio español, a raíz de las derrotas que siguieron a la batalla de La Puerta y que derivaron en la pérdida de la Segunda República en 1814. En la provincia de Mérida, esta etapa concluyó con los reveses que sufrió su jefe civil y militar coronel Juan Antonio Paredes, frente a las tropas realistas en Bailadores, La Grita, Chiguará y Estanques. En consecuencia, desde la entrada el 19 de septiembre de 1814 en la ciudad de Mérida del jefe realista Sebastián de la Calzada, hasta el 1 de octubre de 1820, la provincia permaneció bajo el control de las autoridades españolas. Por tanto, La Pietrecita tuvo como objeto fundamental liberar a la provincia de Mérida del dominio Realista.

## Hechos
La Pietrecita tuvo como protagonistas a los jóvenes merideños Manuel Nucete y Rafael Salas, los granadinos capitán Manuel María Scarpetta, un doctor de apellido Araos y Mariano Posse. Asimismo, los conjurados contaron el apoyo del español José Antonio Ugarte, quien estaba a cargo de la Jefatura Política y de la Comandancia de Armas de la ciudad de Mérida. Por tal motivo, en la noche del 22 de diciembre de 1817, se proclamó la independencia de la ciudad desde la propia Casa Consistorial. Luego de esto, determinaron dejar a Ugarte en el cargo de jefe político y en la dirección del ramo de Hacienda; a Francisco Gámez en la Comandancia de Armas, mientras que el resto del grupo se ocupaba de tomar las medidas necesarias con el objeto de asegurar la defensa en los demás puntos de la ciudad. Cuando Sebastián de la Calzada quien se encontraba en Barinas se enteró de los acontecimientos que ocurrían en Mérida, despachó una fuerza a las órdenes del coronel Rafael López, la cual debía obrar conjuntamente con 2 más: una salida de San Cristóbal a cargo del coronel Domínguez y otra al mando del capitán Francisco María Farías, comandante de Trujillo. 
Ante la inminente confrontación, Manuel María Scarpetta solicitó auxilios en 2 comunicaciones que envió desde los sitios de Mocamboco y Murucuti, dirigidas ambas al comandante José Romero, oficial del general José Antonio Páez en la región de Pedraza. Simón Bolívar recibió estas nuevas en el Arauca y depositó grandes en este movimiento; dando órdenes para que las fuerzas de Páez que se encontraban en el llano occidental lo apoyaran y disponiendo además que el teniente coronel Juan Antonio Paredes retomara el control político-militar de la provincia de Mérida. No obstante, nada de esto llegó a concretarse, lo que permitió que las tropas españolas ocuparan sin mayores obstáculos los pueblos alzados, mientras que Francisco Gámez y Manuel Scarpetta eran dispersados por el capitán Juan Curbelo en Las Peñas de Tucupa, cerca de Boconó. Poco tiempo después, para evitar nuevos alzamientos republicanos se reforzaron las defensas realistas estableciendo en la ciudad de Mérida el cuartel general del mariscal Miguel de la Torre con 700 hombres a su mando; y en Tovar se situó la tercera división al mando del coronel Juan Tello.